# Kamsagara, Channagiri
Kamsagara là một làng thuộc tehsil Channagiri, huyện Davanagere, bang Karnataka, Ấn Độ.